# William Langewiesche
William Langewiesche (Sharon, 12 giugno 1955 – East Lyme, 15 giugno 2025) è stato un giornalista, saggista e antropologo statunitense.

## Biografia
Laureatosi in antropologia nel 1977 all'Università di Stanford, inizialmente intraprese la carriera di pilota di aeromobili, grazie anche all'aiuto del padre che svolgeva anch'esso tale professione. All'età di 36 anni, abbandonò l'attività di pilota per dedicarsi alla scrittura, collaborando alla rivista The Atlantic Monthly. I suoi reportage sono riconducibili al genere del giornalismo d'inchiesta, riguardanti tematiche come il confine fra Messico e Stati Uniti, Ground Zero e gli eccessi dei soldati di stanza in Iraq.
Nel suo ultimo periodo lavorò come corrispondente per Vanity Fair.

## Opere
- Cutting for sign, New York: Pantheon Books, 1993.
- Sahara unveiled : a journey across the desert, New York: Pantheon Books, 1996.
- Inside the Sky: A Meditation on Flight, USA: Pantheon Books, 1998, ISBN 0-679-42983-2.
- American Ground (American Ground: Unbuilding the World Trade Center, 2002), trad. Roberto Serrai, Collezione La Collana dei casi n.55, Milano, Adelphi, 2003, ISBN 978-88-459-1805-6.
- Terrore dal mare (The Outlaw Sea: A World of Freedom, Chaos, and Crime, 2004), trad. Matteo Codignola, Collezione La Collana dei casi n.60, Milano, Adelphi, 2005, ISBN 978-88-459-1945-9.
- La virata, a cura di Matteo Codignola, Collana Biblioteca minima n.5, Milano, Adelphi, 2006, ISBN 978-88-459-2071-4.
- Regole d'ingaggio, a cura di Matteo Codignola, Collana Biblioteca minima n.18, Milano, Adelphi, 2007, ISBN 978-88-459-2219-0.
- Il bazar atomico (The Atomic Bazaar: The Rise of the Nuclear Poor, 2007), trad. Matteo Codignola, Collezione La Collana dei casi n.71, Milano, Adelphi, 2007, ISBN 978-88-459-2165-0.
- Esecuzioni a distanza, trad. Matteo Codignola, Collana Biblioteca minima n.47, Milano, Adelphi, 2011, ISBN 978-88-459-2647-1.
- Fly by Wire: The Geese, the Glide, the Miracle on the Hudson, New York: Farrar, Straus and Giroux, 2009.
- Aloft: Thoughts on the Experience of Flight, New York: Vingtage, 2010, ISBN 978-0-307-74148-6.
- Finding the Devil: Darkness, Light, and the Untold Story of the Chilean Mine Disaster, Byliner, 2012.